# Fernando Quiroga y Palacios

Kardinalswappen Quirogas

Fernando Kardinal Quiroga y Palacios (* 21. Januar 1900 in San Pedro de Maceda; † 7. Dezember 1971 in Madrid) war Erzbischof von Santiago de Compostela.

## Leben
Er studierte am Priesterseminar in Orense, am Päpstlichen Universität von Santiago de Compostela und am Päpstlichen Bibelinstitut in Rom. In Rom war er Seminarist am Päpstlichen Spanischen Kolleg St. Joseph und empfing am 10. Juni 1922 die Priesterweihe. Er beendete sein Studium im Jahre 1925. In den Jahren zwischen 1925 und 1942 war er in der Seelsorger in Orense und an dessen Priesterseminar, wo er auch als Professor lehrte. Im Jahre 1942 wurde er zum Kanoniker des Domkapitels von Valladolid ernannt, wo er auch als Seelsorger und am Seminar arbeitete.
Papst Pius XII. ernannte ihn am 24. November 1945 zum Bischof von Mondoñedo. Der Erzbischof von Valladolid Antonio García y García spendete ihn am 24. März des nächsten Jahres am Schrein von Gran Promesa del Sagrado Corazón die Bischofsweihe; Mitkonsekratoren waren Francisco José Blanco Nájera, Bischof von Orense und José Souto Vizoso, Bischof in Palencia. Er wurde am 4. Juni 1949 zum Erzbischof von Santiago de Compostela erhoben. Am 12. Januar 1953 nahm ihn Pius XII. als Kardinalpriester mit der Titelkirche Sant’Agostino in das Kardinalskollegium auf.
Als Apostolischer Legat vertrat er den Papst auf dem Marianischen Kongress in Manila auf den Philippinen im Dezember 1954. Er nahm am Konklave 1958 teil, das Johannes XXIII. wählte. Von 1962 bis 1965 nahm er am Zweiten Vatikanischen Konzil und in dessen Verlauf auch am Konklave 1963 teil, das Paul VI. wählte. Der Kardinal war von 1966 bis 1969 Präsident der spanischen Bischofskonferenz.
Er starb am 7. Dezember 1971 im Alter von 71 Jahren in Madrid und ist in der Kathedrale von Santiago de Compostela begraben.

## Ehrungen
- 1954: Großkreuz des Ordens de Isabel la Católica
- 1963: Großkreuz des Ordens San Raimundo de Penafort
- 1966: Großkreuz des Ordens des Infanten Dom Henrique